# Уляй
Уляй — река в России, течёт по территории Куюргазинского и Фёдоровского районов Башкортостана. Устье реки находится на 224 м над уровнем моря в 83 км по правому берегу реки Сухайля. Длина реки составляет 12 км.
В 0,4 км от устья, по левому берегу реки впадает река Уртелга.

## Данные водного реестра
По данным государственного водного реестра России относится к Камскому бассейновому округу, водохозяйственный участок реки — Белая от города Салавата до города Стерлитамака, речной подбассейн реки — Белая. Речной бассейн реки — Кама.
Код объекта в государственном водном реестре — 10010200512111100018304.